# كابورسو
كابورسو (بالإيطالية: Capurso)‏ هي بلدة وبلدية في مقاطعة باري في إقليم بوليا في جنوب إيطاليا.

## السكان
في سنة 1861 بلغ عدد السكان 4٬046 نسمة، وتطور العدد ليصل في سنة 2011 لـ 15٬396 نسمة.
يظهر هذا المخطط البياني تطور النمو السكاني لـ كابورسو

## توأمة
لكابورسو اتفاقيات توأمة مع:
- شايلر بارك